# Harar
Harar (eller Härer) er en by i det østlige Etiopien, med et indbyggertal (pr. 2005) på cirka 122.000. Byen har i århundreder været en af regionens vigtigste handelsbyer. Under Adel sultantanet var Harar hovedstaden af Adel fra 1520 til 1577.
9°18′N 42°07′Ø / 9.300°N 42.117°Ø
- Wikimedia Commons har flere filer relateret til Harar